# Entrevaux
Entrevaux (okzitanisch und provenzalisch Entrevaus, von Entre = zwischen und Vau = Tal) ist eine französische Gemeinde mit 791 Einwohnern (Stand 1. Januar 2022) im Département Alpes-de-Haute-Provence in der Region Provence-Alpes-Côte d’Azur. Sie gehört zum Kanton Castellane im Arrondissement Castellane. Die Einwohner werden als Entrevalais bezeichnet.
Von der Vereinigung Les Plus Beaux Villages de France wurde der Ort 2023 zu einem der schönsten Dörfer Frankreichs erklärt.

## Lage
Die Gemeinde liegt am Zusammenfluss des Var mit der Chalvagne auf 472 m. Die Verkehrsanbindung erfolgt durch die Bahnstrecke Nizza–Digne-les-Bains und die Route nationale 202. Der Fernwanderweg GR4 verläuft durch den Ort.

## Geschichte

### Altertum
In der Römerzeit bestand am rechten Ufer des Flusses Var die keltisch-ligurische Siedlung Glanate an einem strategischen Punkt an der Kreuzung der Straßen nach Cimiez und Apt.

### Mittelalter

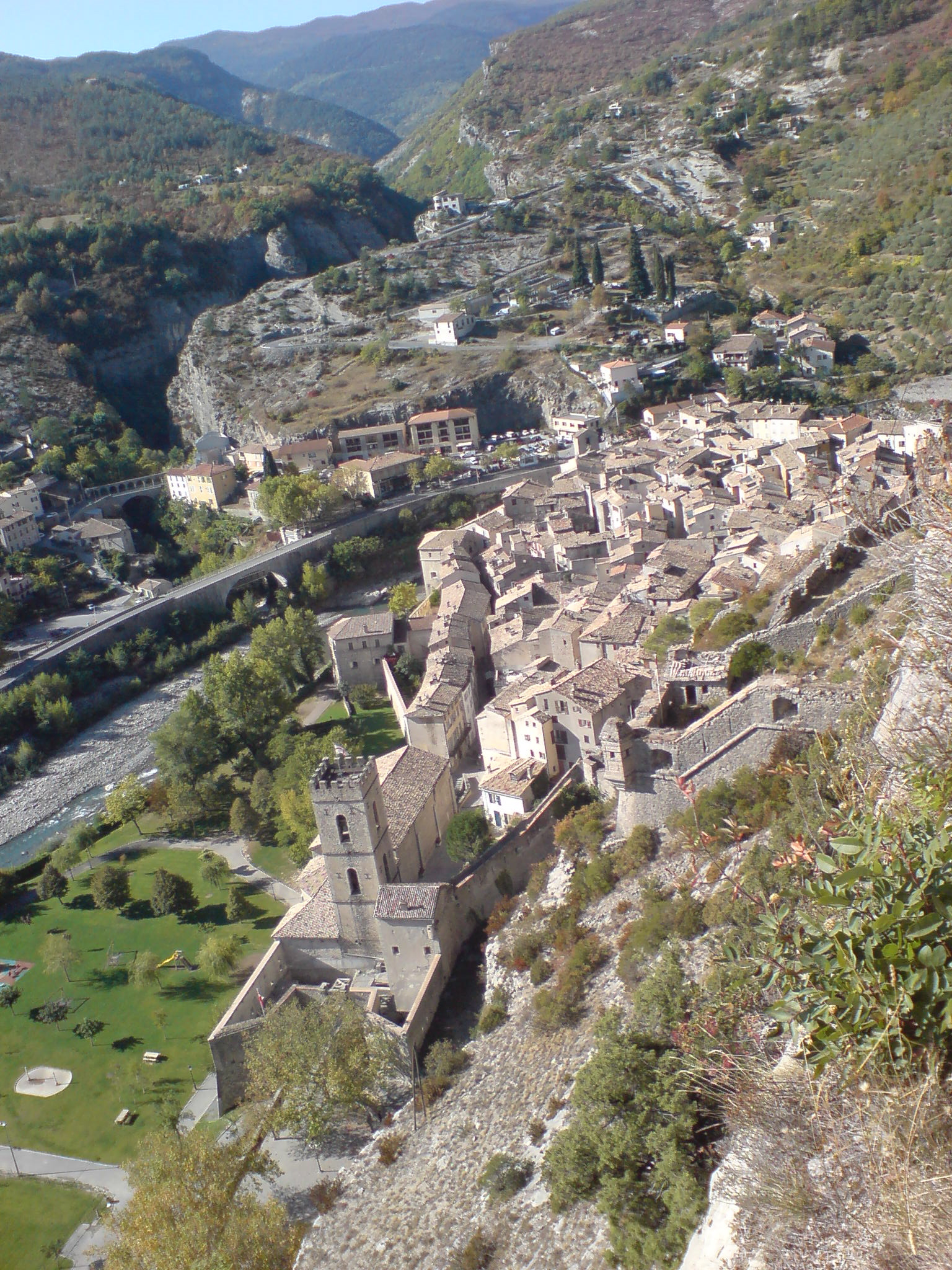
Blick von unterhalb der Zitadelle auf das Dorf mit der Kathedrale, im Hintergrund die Schlucht der Chalvagne des Flusses Var.

Im fünften Jahrhundert wurde – in einer Entfernung von einem Kilometer – der Ort Sedz (lateinisch civitas sedis) Bischofssitz. Zu Beginn des 10. Jahrhunderts wurde die Stadt an das rechte Flussufer zwischen den Tälern verlegt. Der Name der Ortschaft tauchte erstmals 1040 in alten Texten auf (Inter rivos, Inter valès) und wurde dann um 1200 zu Entrevaux umbenannt. 
Unter den Baronen von Glandèves wurde der Ort mit der Eingliederung der Provence in das Königreich Frankreich Ende des 15. Jahrhunderts endgültig französisch. Im Jahr 1494 wurde der Ort aufgrund eines Verrats durch den Herzog von Savoyen eingenommen, aber unmittelbar darauf durch Mirabeau wieder für den König von Frankreich zurückerobert.

### Neuzeit

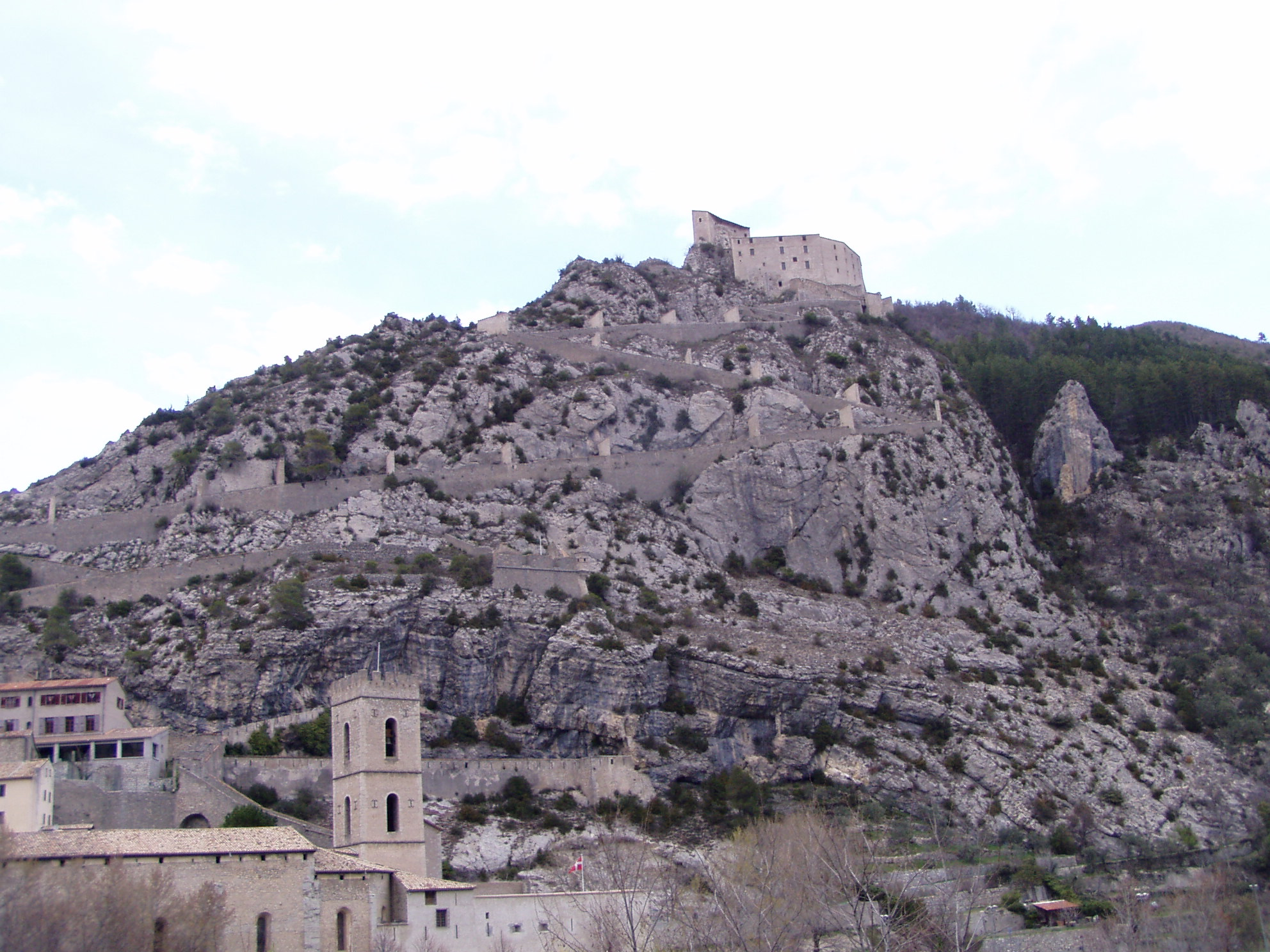
Zitadelle von Entrevaux.

Der Krieg der Augsburger Allianz im Jahr 1690 und die Bedrohung durch die Savoyer veranlassten Ludwig XIV. dazu, die Verteidigungsanlagen von Entrevaux zu verstärken. Unter der Leitung von Vauban wurde der Ingenieur Antoine Niquet, Direktor der Befestigungsanlagen der Provence, in das Gebiet delegiert. Auf Vaubans Rat hin verstärkte er 1691 die drei Stadttore durch Zugbrücken und Türme. Vor dem am stärksten gefährdeten Tor Puget errichtete er ein Festungswerk mit Trichter und halbrunden Bastionärstürmen. Schließlich verband er die Zitadelle mit der Stadt, wozu er einen von Mauern geschützten und mit Türmen versehenen Weg baute. Im Jahr 1693 erweiterte Vauban die Stadtmauer um zwei zusätzliche Türme.
Die Festung widerstand im Juni 1707 der Belagerung durch die Savoyer.
Mit der Französischen Revolution wurde das Bistum aufgehoben. In der Nacht vom 17. auf den 18. Januar 1792 leitete der Bürgermeister Carros eine konterrevolutionäre Erhebung.
Die Eingliederung der Stadt Nizza nach Frankreich im Jahr 1860 (Vertrag von Turin) führte zu einer Verschiebung der französischen Grenze. Dennoch wurde die Festung bis zum Beginn des 20. Jahrhunderts benutzt und diente im Ersten Weltkrieg als Kriegsgefangenenlager für deutsche Offiziere.

## Bevölkerungsentwicklung

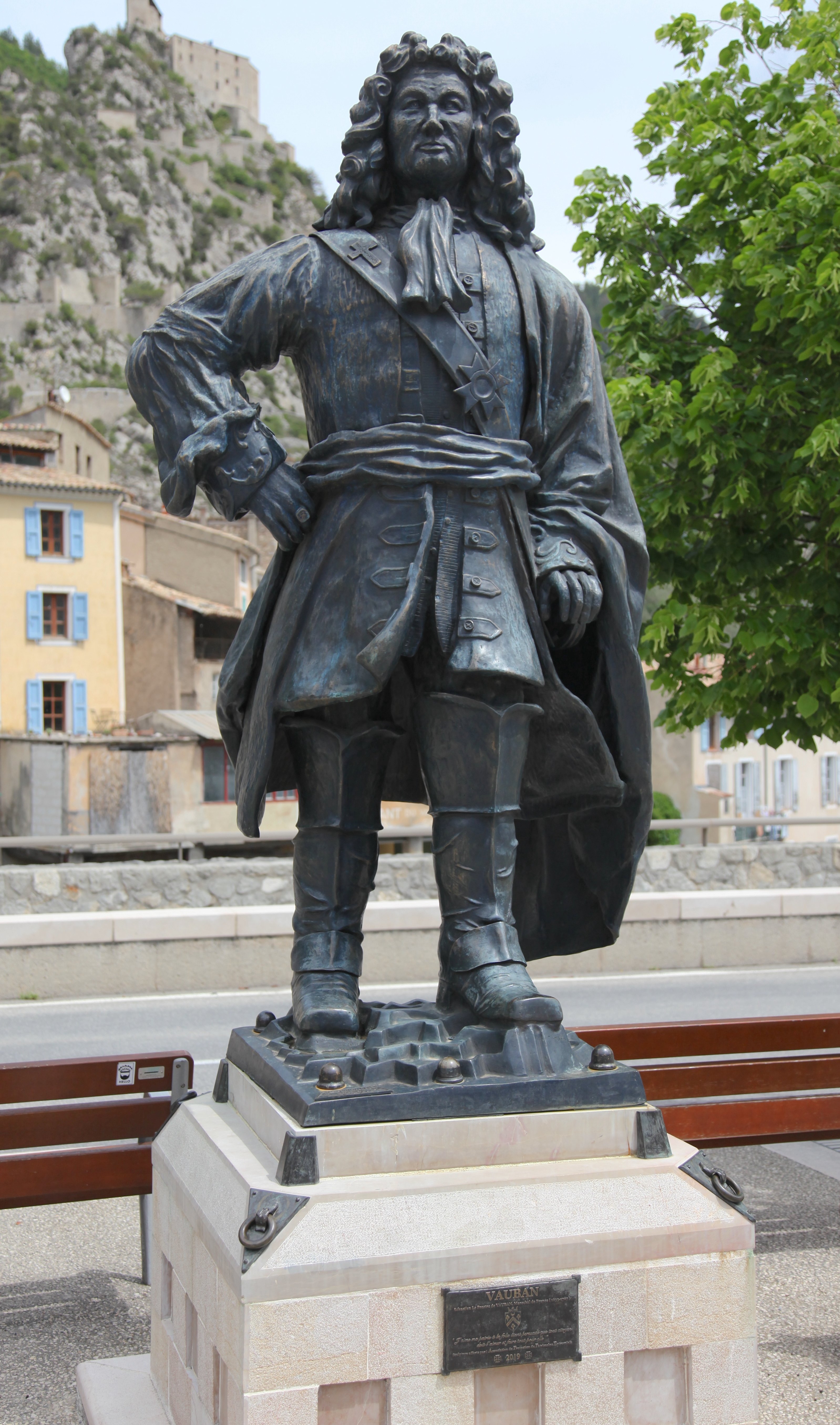
Denkmal von Vauban von 2019 in der Gemeinde Entrevaux, Region Provence-Alpes-Côte d’Azur. Im Hintergrund links oben ist die von ihm erbaute Zitadelle erkennbar.

| Jahr                       | 1962 | 1968 | 1975 | 1982 | 1990 | 1999 | 2004 | 2009 | 2014 | 2019 | 2021 |
| -------------------------- | ---- | ---- | ---- | ---- | ---- | ---- | ---- | ---- | ---- | ---- | ---- |
| Einwohner                  | 860  | 677  | 686  | 698  | 785  | 742  | 868  | 948  | 880  | 816  | 801  |
| Quellen: Cassini und INSEE |      |      |      |      |      |      |      |      |      |      |      |

## Sehenswürdigkeiten
- Mittelalterliches Dorf mit gut erhaltenen Befestigungsanlagen und Brücke zum Stadttor, Pont et Porte royale
- Zitadelle mit einem sehr steilen und stark befestigten Zugangsweg, die auf einem Felsvorsprung gelegen ist. Sie steht seit 1927 unter Denkmalschutz.
- Ehemalige Bischofskirche 
Cathédrale Notre-Dame-de-l’Assomption d’Entrevaux
- Denkmal und Statue von Sébastien Le Prestre, marquis de Vauban, direkt gegenüber dem Stadttor
- Musée de la moto, kleines Motorradmuseum alter Modelle im Dorfzentrum (moto ist die Abkürzung von motocyclette, auf Deutsch Motorrad)
- Das Haus Fulconis ist mit einer Sonnenuhr ausgestattet, die aus dem Jahr 1572 stammen soll und die älteste des Departements darstellt.[3]

## Persönlichkeiten
- Augustin Bonnetty (* 11. Mai 1798; † 26. März 1879), Religionsphilosoph
- Jean-Auguste Eyssautier (* 30. November 1844; † 7. März 1923), Bischof von La Rochelle